# Camponotus maudella
Camponotus maudella är en myrart som beskrevs av Mann 1921. Camponotus maudella ingår i släktet hästmyror, och familjen myror.

## Underarter
Arten delas in i följande underarter:
- C. m. maudella
- C. m. seemanni